# Augustin Belloste
Augustin Belloste, né en 1654 à Paris et mort à Turin le 15 juillet 1730, est un chirurgien français.

## Biographie
Pratiquant à Paris, il est nommé chirurgien de la mère du roi de Sardaigne Victor-Amédée qui l'attire à Turin. Il contribue alors fortement à la propagation de nouveaux procédés. Il combat ainsi la méthode des pansements trop usitée sur les plaies.
Belloste s'est particulièrement illustré dans la réparation des fractures osseuses : il a recommandé l'emploi du trépan pour permettre la reconstitution de collagène sur les os brisés et leur rendre leur forme d'origine. Il utilisait sa Liquor Bellostii, un mélange de mercure et d’eau-forte, dans les soins sur ces blessures.
Son traité de 1696, Le chirurgien d’hôpital, enseignant la manière douce et facile de guérir promptement toutes sortes de plaies … a connu un énorme succès : il a été traduit dans plusieurs langues  et a été réédité en 1707.
Les pilules mercurielles qui portent son nom qu’ils a inventées étaient censées guérir les maladies vénériennes .

## Publications
- Le Chirurgien d’hôspital, enseignant une maniere douce & facile de guerir promptement toutes sortes de playes : avec un moyen d’éviter l’exfoliation des Os & une plaque nouvellement inventée pour le pansement des trépans, Paris, Laurent d'Houry, 1696, 2e éd., [40], 521, [4], in-12º (OCLC 1226204292, lire en ligne).
- Suite du Chirurgien d'hôpital : contenant differens traités, du mercure ; des maladies des yeux & de la peste ; des tumeurs enkistées ; des boutons du visage ; des playes de poitrine ; des playes tortueuses ; des injections ; du mot d'escarre ; de la chute de l'intestin dans le scrotum ; du sarcocele & miserere, Paris, Veuve d'Houry, 1733, 384 p., 17 cm (OCLC 14328734, lire en ligne).
- Traité du mercure, Genève, Emanuel du Villard, 1754, xvi, 79 p., in-12º (OCLC 1402421315, lire en ligne).